# ユニバーサル・モータウン・レコード
ユニバーサル・モータウン・レコード（Universal Motown Records）は、ユニバーサル・モータウン・リパブリック・グループの一部門として運営されていたアメリカのレコード・レーベル。伝説的なレコード・レーベル、モータウンの現代版であり、UMGにおける「アーバン」な側面を担うレーベルとなったが、このレーベル（および、そのサブレーベル）にはロック・アーティストも所属していた。

## 背景
2005年、モータウン・レコードがユニバーサル・レコードのアーバン・アーティストたちと合併することでユニバーサル・モータウン・レコードが誕生した。このレーベルは、エレクトラ・レコードの元CEOであるシルヴィア・ローンが率い、ユニバーサル・モータウン・リパブリック・グループに新設された傘下部門として組織下に置かれた。モータウン・レコードは、2008年後半に創立50周年（2009年1月12日）を記念する行事を行い始めた。これには、ビルボードのポップ、R&B、ディスコ・チャートにおけるモータウンのナンバー1ヒット曲を収録したボックスセット『The Complete No. 1's』のリリースや、クラシック時代のモータウンから発売されたアルバムのCDによる再発、その他の計画されたイベントなどが含まれている。ユニバーサル・ミュージック・グループのカタログ部門とのコラボレーションでリリースされたものもあった。
2011年にユニバーサル・モータウン・リパブリック・グループに変更が加えられることとなり、モータウン・レコードはユニバーサル・モータウン・レコードおよび傘下レーベルから分離されて、アイランド・デフ・ジャム・ミュージック・グループに合併された。これによってユニバーサル・リパブリック・レコード（2012年後半にリパブリック・レコードに短縮）が独立したレーベルとなり、事実上、ユニバーサル・モータウン・リパブリック・グループは閉鎖された。

## 参照
- レコード会社一覧